# Arthraxon lanceolatus
Arthraxon lanceolatus là một loài thực vật có hoa trong họ Hòa thảo. Loài này được (Roxb.) Hochst. mô tả khoa học đầu tiên năm 1856.